# Gideon (buurtschap)

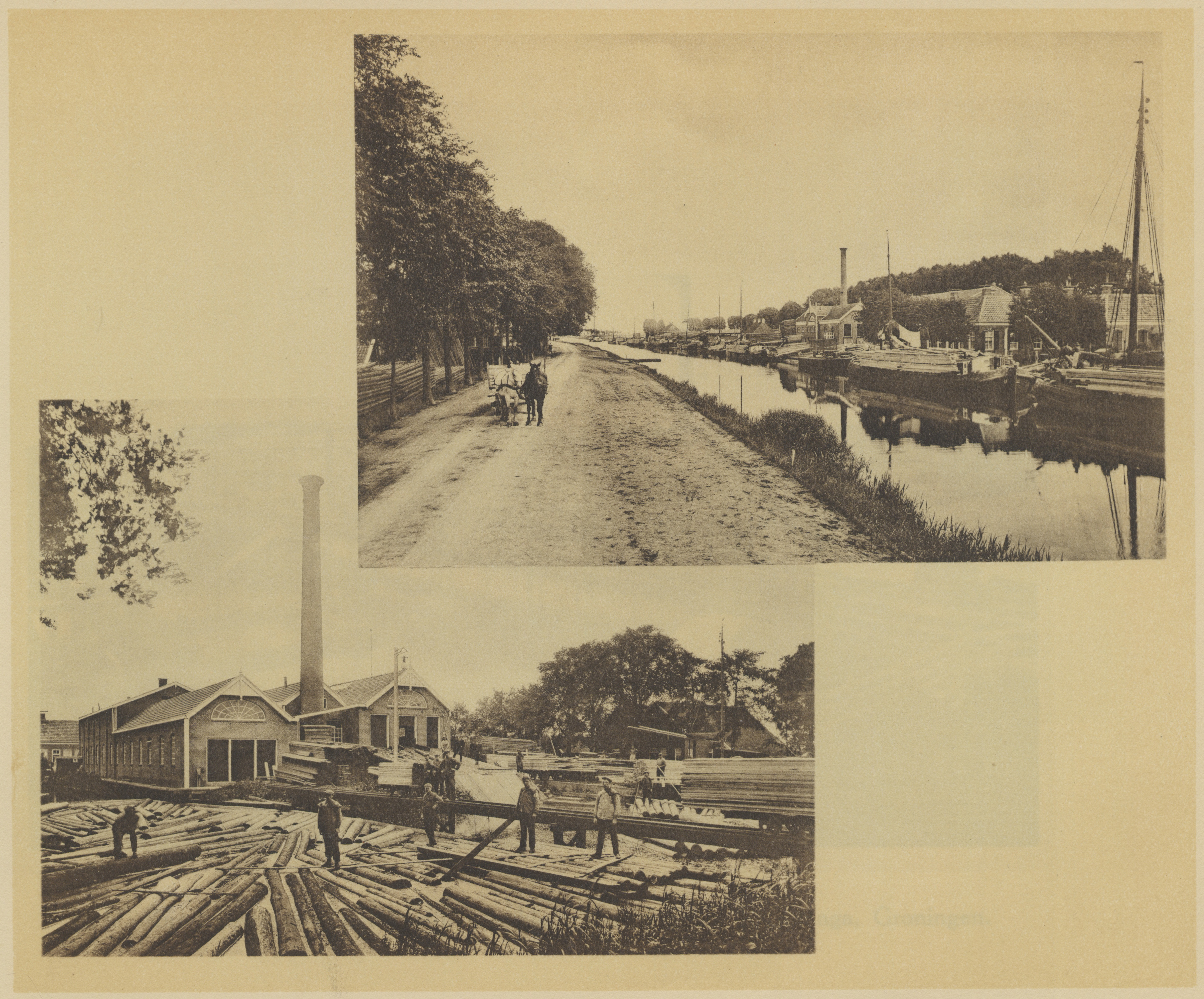
Stoomhoutzagerij Gideon aan het Winschoterdiep. Langs de andere zijde van het diep de weg richting Hoogezand, de huidige Gideonweg. (plm. 1910) Bron: Beeldbank Groningen

Gideon was een buurtschap in de Nederlandse provincie Groningen. Het bevond zich ten oosten van Helpman aan het Oude Winschoterdiep tussen de huidige Stamspoorbrug en splitsing Oude- en Nieuwe Winschoterdiep. Tot 1914 behoorde het tot de gemeente Haren waarna het ingelijfd werd bij de gemeente Groningen. 
De buurtschap dankte zijn naam aan de zaagmolen Gideon van 1764 dat aan het Winschoterdiep stond. De molen werd in 1876 afgebroken en vervangen door de stoomhoutzagerij Gideon. In 1899 vestigde zich hier scheepswerf Drewes en na 1900 kwamen er meer scheepswerven bij, waaronder de werf Gideon van J. Koster Hzn. in 1919.
Met name voor het personeel van de werven werden tussen 1903 en 1916 drie meerlaagse woonblokken gebouwd waardoor het inwonertal sterk toenam. Aangezien de woonblokken zich aan de noordzijde van het diep bevonden en de werven aan de zuidzijde moesten de arbeiders middels een eenvoudig pontje met een touw worden overgetrokken. De huizenblokken, relatief ver van de stad, zorgden voor een gesloten gemeenschap en de bewoners woonden naar eigen zeggen 'op de Gideon' alsof het een eiland was.
De langgerekte buurtschap had twee bebouwingskernen: de westelijke kern nabij de latere Stamspoorbrug met aldaar de stoomhoutzagerij Gideon en de oostelijke kern nabij de splitsing Oude- en Nieuwe Winschoterdiep. Bij de oostelijke kern waren de 20e-eeuwse woonblokken met aan de zuidzijde van het diep de (meeste) scheepswerven. 
Vanaf 1960 breidde het aantal bedrijven steeds meer uit zodat er industrieterreinen ontstonden. Uiteindelijk aan de zuidzijde van het diep (met als hoofdweg de Duinkerkenstraat) industrieterrein Winschoterdiep en aan de noordzijde het bedrijventerrein langs de Gideonweg. De woonblokken zijn tussen 1964 en 1967 afgebroken. De laatste scheepswerf verdween in 1986.
In de 21e eeuw is de naam nog terug te vinden als Gideonweg (oorspronkelijk een onderdeel van de weg van Groningen naar Hoogezand) en Gideonbrug.